# Округи Ізраїлю

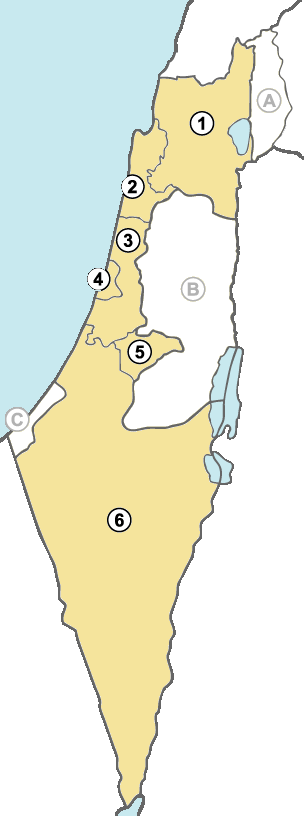
Округи Ізраїлю: (1) Північний, (2) Хайфський, (3) Центральний, (4) Тель-Авівський, (5) Єрусалимський, (6) Південний,
(B) Юдея і Самарія.

Держава Ізраїль поділена на 7 округів (івр. מחוז, махоз), 15 підокругів (івр. נפה, нафа́) та 50 природних регіонів.
В це число входить і підокруг Голанські висоти (4 природних регіона), невизнаний ООН, як частина ізраїльської території. Території Палестинської автономії (Сектор Гази, Західний берег річки Йордан) до числа ізраїльських округів не входять.

## Округи
| № | Округ          | Адміністративний центр | Площа, км² | Населення, осіб (2018) | Щільність, осіб/км² |
| - | -------------- | ---------------------- | ---------- | ---------------------- | ------------------- |
| 1 | Північний      | Назарет                | 4478       |                        | 285,66              |
| 2 | Хайфський      | Хайфа                  | 864        | 1,013,900              | 1056,71             |
| 3 | Центральний    | Рамла                  | 1293       |                        | 1434,57             |
| 4 | Тель-Авівський | Тель-Авів              | 176        | 1,406,400              | 7301,14             |
| 5 | Єрусалимський  | Єрусалим               | 653        | 1108,900               | 1447,17             |
| 6 | Південний      | Беер-Шева              | 14 232     |                        | 77,77               |
| 7 | Юдея і Самарія | Аріель                 | 5878       |                        | 59,57               |
|   | Разом          |                        | 27 574     | 7 734 143              | 356,48              |

### Єрусалимський округ
Населення: 868'500 чоловік.
Адміністративний центр: Єрусалим
В округ включені території, приєднані до Ізраїлю в ході Шестиденної війни 1967 року.

### Південний округ
Населення: 1'201'200 чоловік. Адміністратовний центр: Беер-Шева
Підокруга та їх населення:
- Ашкелон: 456,000
- Беер-Шева: 565,300

### Північний округ
Населення: 1'202'600. Адміністративний центр: Назарет
- Цфат: 98 000
- Кінерет: 98 100
- Ізреель: 430 400
- Акко: 536 300
- Голан: 39 800

### Тель-Авівський округ
Населення: 1'204'400. Адміністративний центр: Тель-Авів

### Хайфський округ
Населення: 865'200. Адміністративний центр: Хайфа
Підокруга та їх населення:
- Хайфа: 529 500
- Хадера: 335 700

### Центральний округ
Населення: 1'689'600. Адміністративний центр: Рамла
Підокруга та їх населення:
- Шарон (371 900)
- Петах-Тіква (578 000)
- Рамле (267 600)
- Реховот (472 100)

### Округ Юдея і Самарія
Населення округа на 2018 рік: 413'400 осіб. Адміністративний центр: місто Аріель, найбільше місто: Модіїн-Іліт
До цього округу відносяться ізраїльські поселення на т.з. «Західному березі річки Йордан», не віднесені до Східного Єрусалиму чи інших округів. Ці території знаходяться під управлінням Ізраїлю після Шестиденної війни 1967 року, проте міжнародне визнання їх статусу залишається спірним.